# Scavi archeologici di Siracusa

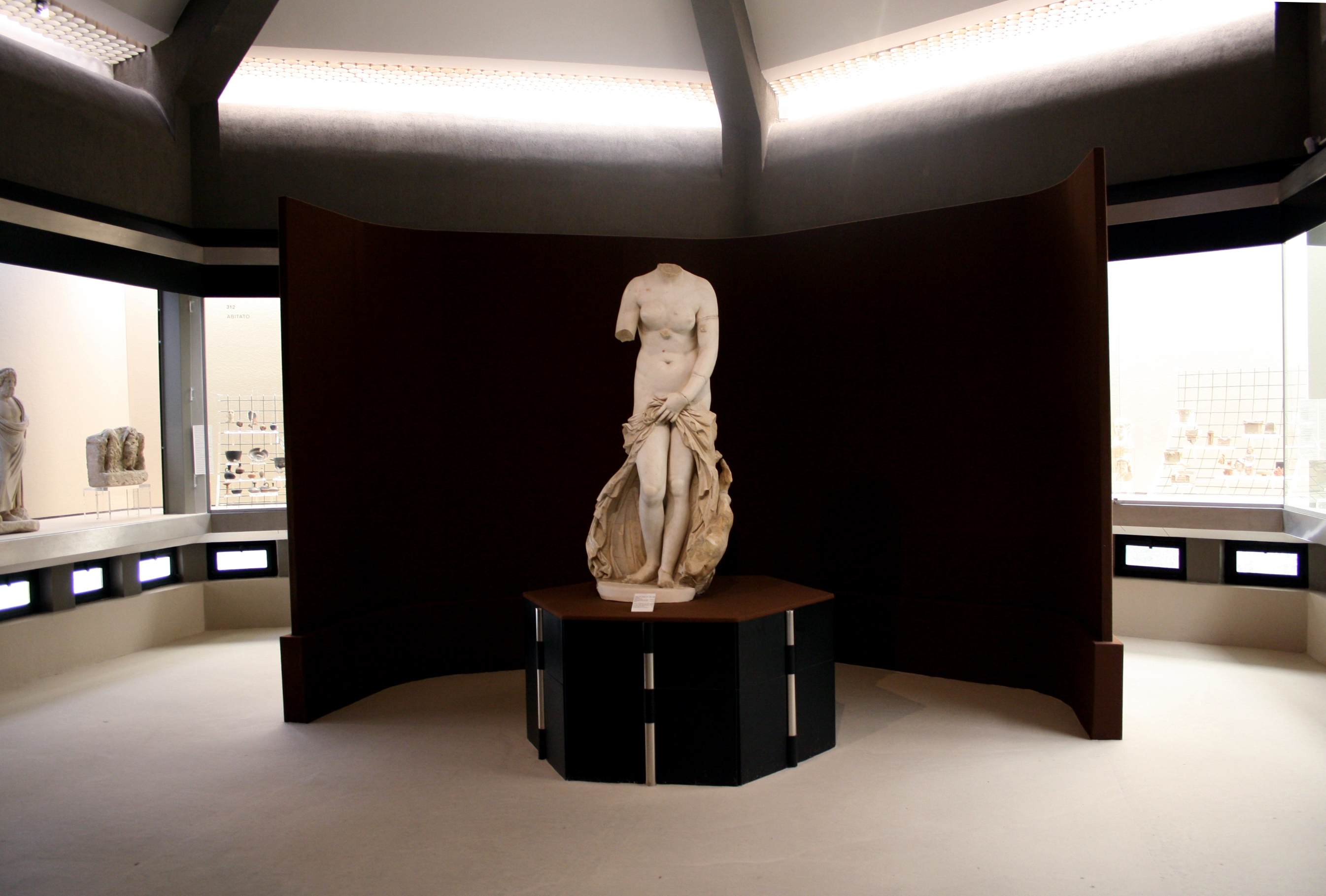
La Venere Landolina, d'epoca romana. Rappresenta uno dei reperti archeologici più noti per la città di Siracusa

La zona archeologica in una veduta aerea d'epoca

Gli scavi archeologici di Siracusa riguardano reperti che coprono un vasto arco di tempo che va dall'età neolitica fino alla tarda epoca medievale. Durante gli scavi sono stati riportati alla luce importanti materiali che testimoniano le svariate epoche della città antica.

## Contesto storico
Gli studiosi definiscono l'età preistorica siciliana in due fasi: la prima fase è caratterizzata dall'utilizzo di materiali come la selce, l'ossidiana, la ceramica dipinta e più raramente il rame. La seconsa fase è invece caratterizzata dall'introduzione di materiali differenti, la cui conoscenza è stata acquisita tramite i rapporti commerciali intrapresi con il Mediterraneo orientale, che hanno portato all'utilizzo del bronzo e del vasellame in una maniera già riscontrata in reperti di origine greco-cretese e micenea.
Nella zona di Siracusa sono state rinvenute tracce di vita umana risalenti all'era paleolitica superiore, il che vuol dire ad un'età di circa 18.000 anni prima di Cristo. Il sito costiero dove ora sorge Siracusa, è stato fortemente interessato da nuclei abitativi già in tempi preistorici. Tra i primi abitatori si pensa vi fossero i Sicani, un popolo di incerta origine che viene identificato come di stirpe ligure-iberica, mentre non è chiaro quando vi si insediarono i Siculi, popolo anch'esso di incerta origine, il quale divenne egemone sulle coste orientali della Sicilia, riuscendo a far allontanare i Sicani verso l'entroterra siciliano.
Il toponimo di Siracusa trarrebbe la sua origine proprio dalla lingua sicula. Molte ipotesi sono state avanzate sulla terra d'origine dei Siculi; tra queste spicca una provenienza Italica, un popolo protolatino o di origine ligure, il cui sovrano, Sikelòs, diede loro il proprio nome, come affermano gli storici siracusani Antioco e Filisto.
(Antioco di Siracusa, in Dionigi di Alicarnasso 1, 12)

## I principali ritrovamenti

### Le necropoli preistoriche

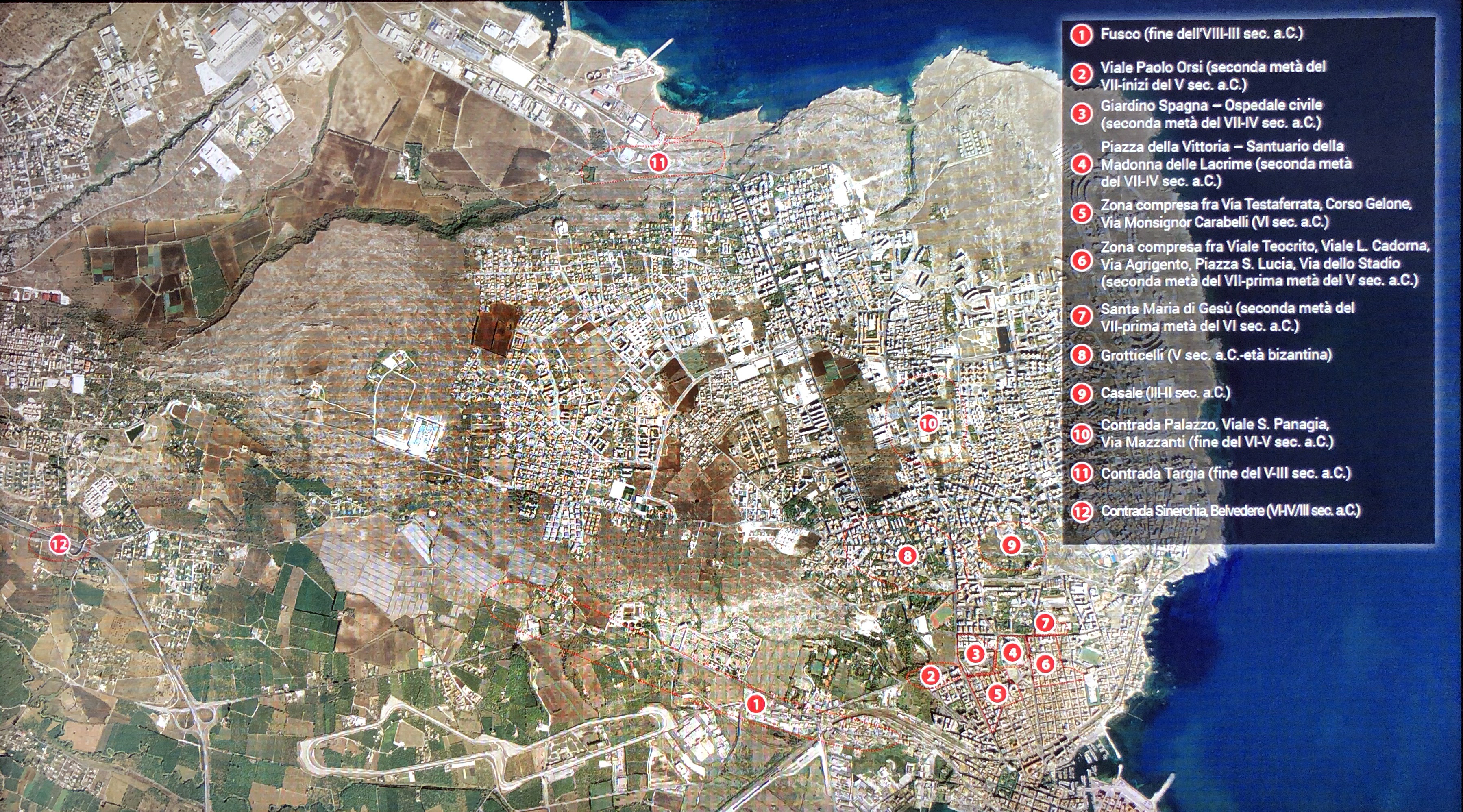
Posizione delle Necropoli di Siracusa

I villaggi di età neolitica di Stentinello, Matrensa, Ognina, Plemmirio, Cozzo Pantano, Thapsos e Ortigia. Da questi siti è pervenuta un'ingente quantità di materiale archeologico, odiernamente esposto al museo regionale Paolo Orsi di Siracusa.

Altri siti risalgono al periodo Litico: la latomia detta "la Cava del Filosofo", dove sono state ritrovate molte schegge e materiale litico tanto da destare il sospetto che lì ci fosse stata una vera officina. Le genti che hanno lasciato questi reperti si pensa fossero di stampo ibero-liguroide, imparentate con il ramo della famiglia umana che nell'occidente europeo lasciò i dolmen.

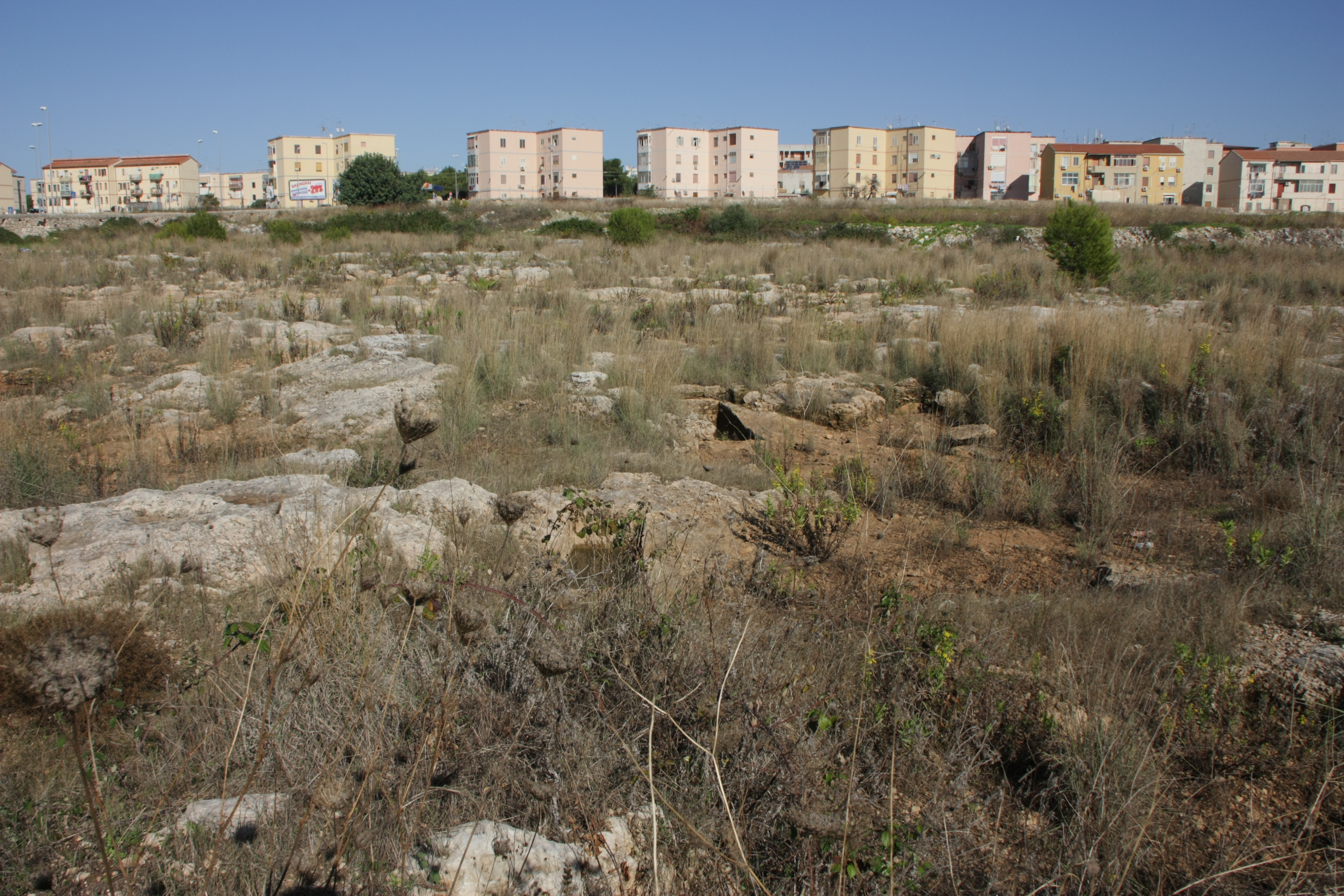
La Necropoli Santa Panagia, accanto alla via Mazzanti

Occupa una vasta area archeologica interna nel siracusano, la necropoli di Cassibile; ubicata nei pressi della odierna frazione di Siracusa, Cassibile, si tratta di una delle testimonianze di epoca pre-greca più importanti della Sicilia. In essa sono state rinvenute circa 2.000 tombe scavate a grotticella artificiale, databili intorno all'anno 1000 a.C. e 800 a.C.. Nei suoi dintorni, stando ai reperti archeologici ritrovati, sorgeva un villaggio abitato, definito di raffinata cultura, probabilmente influenzato dalla vicinanza con i fenici, popolo dai commerci marittimi in terra siciliana. Il fiume Cassibile fu determinante per i primi insediamenti dell'uomo; lungo il suo corso sono infatti state ritrovate numerose tracce di segni di civiltà: esempio di ciò sono i Diere, il cui termine deriva dall'arabo "diyar" (casa), ma è molto antecedente all'epoca araba di Sicilia, infatti si tratta di abitazioni scavate nella roccia calcarea; la tipica roccia bianca marina del siracusano che ben si presta alle modellazioni e che per questo è stata così utilizzata in passato, anche da popolazioni pre-greche.
Gli scavi del 2002 in via Mazzanti e nelle aree limitrofe hanno messo in luce una necropoli estesa datata tra il IV è il V secolo a.C. Parte di questa necropoli era stata rinvenuta in precedenza in occasione dell'allargamento di viale Santa Panagia per cui ad oggi sono visibili delle tombe lungo lo spartitraffico. Nel 2019 in occasione della costruzione di un supermercato accanto alla chiesa Maria Madre di Dio, in continuità con i precedenti ritrovamenti vicini è stata rinvenuta anche in questo caso una necropoli del V secolo a.C. Ciò dimostrerebbe la notevole estensione dell'area sepolcrale.

### Lo scavo di Piazza della vittoria

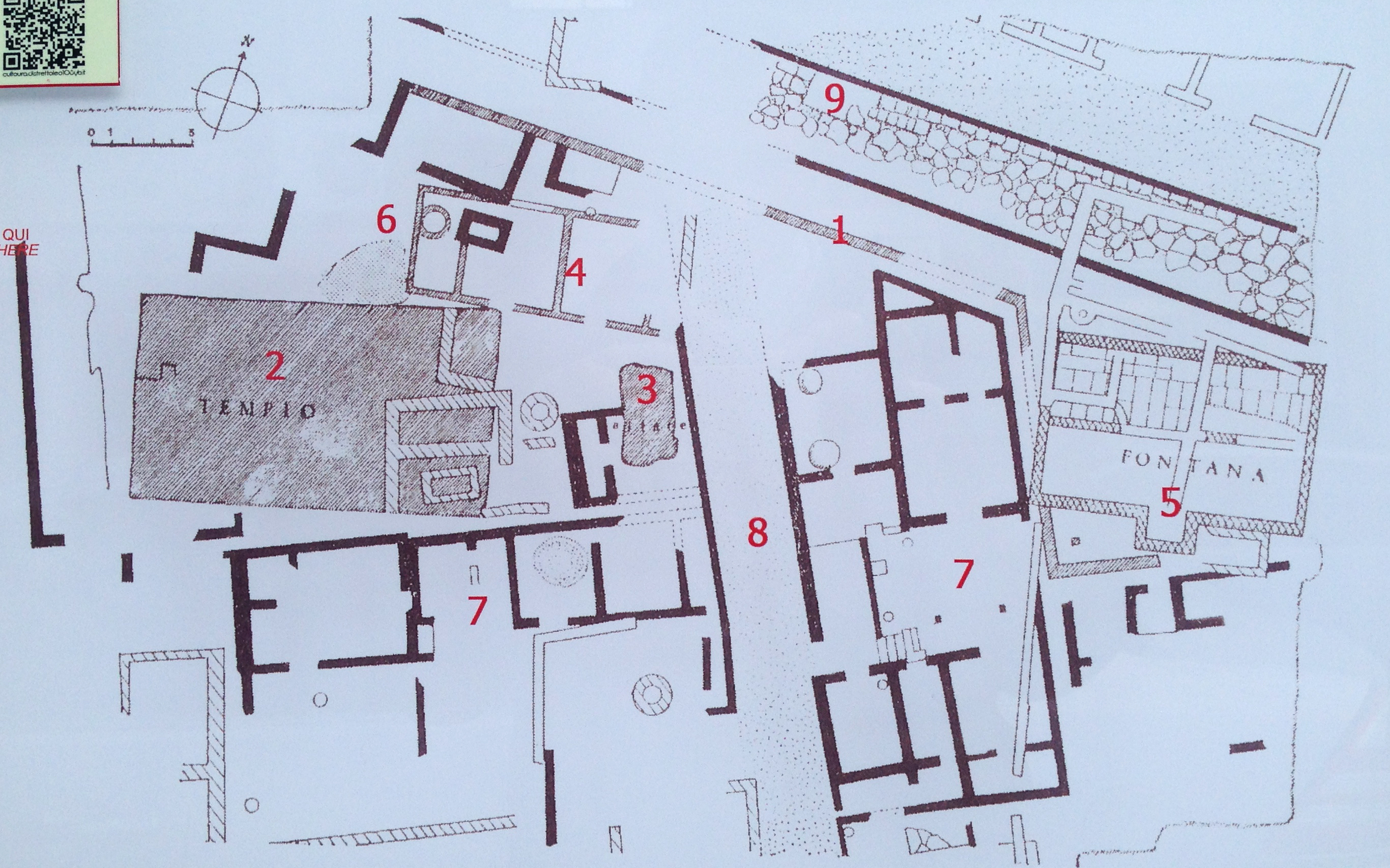
Mappa degli scavi di piazza della vittoria

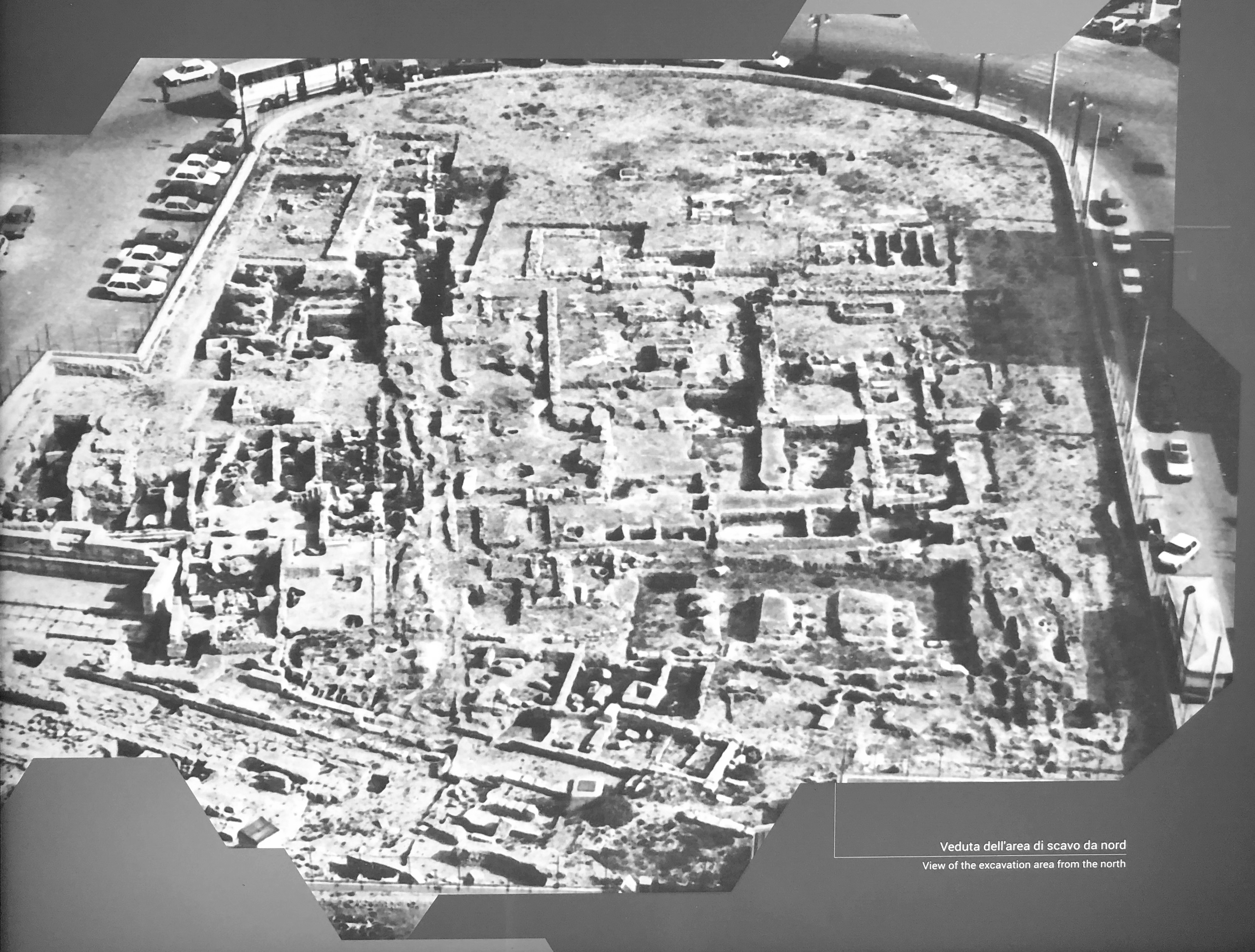
Veduta aerea degli scavi di piazza della Vittoria

Uno dei più cospicui ritrovamenti archeologici è senza dubbio relativo all'area di Piazza della vittoria, dove tra gli anni settanta e ottanta del Novecento sono stati riportati alla luce i resti di un'area sacra prospiciente all'attuale Santuario della Madonna delle Lacrime. L'area in oggetto era all'esterno della cinta muraria di Siracusa ed era prossima ad un corso d'acqua (l'antico torrente San Giorgio) che sfociava nel porto piccolo. Quest'area quindi rappresentava il limite dell'abitato. Nel V secolo a.C. Venne edificato un santuario dedicato a Demetra e Kore (18 x 10 metri). Esso era racchiuso dal perimetro del temenos e da dei vani quadrangolari che ospitavano centinaia di statuette votive raffiguranti Demetra con gli attributi della fiaccola e del porcellino. Presso il museo archeologico Paolo Orsi è presente un settore dedicato a questo scavo e ai vari preziosi ritrovamenti che chiariscono ulteriormente le caratteristiche storiche e archeologiche di questa parte della città.
Secondo un'ipotesi tuttora controversa il santuario potrebbe essere quello menzionato da Diodoro Siculo (XVI, 63) e distrutto da Imilcone nel 326 a.C., poi ricostruito nella Neapolis dove Cicerone ne parla intorno al 70 d.C.
Un altro importante ritrovamento riguarda una strada che presenta più stratificazioni, di cui la più antica risale al I secolo a.C. e che serviva da collegamento tra le due parti della città. L'asse viario infatti era in linea con l'area dell'anfiteatro Romano e l'arco augusteo, e si collegava all'importante asse viario individuato sotto la sede stradale della vicina viale Luigi Cadorna.

### Lo scavo di piazza Duomo

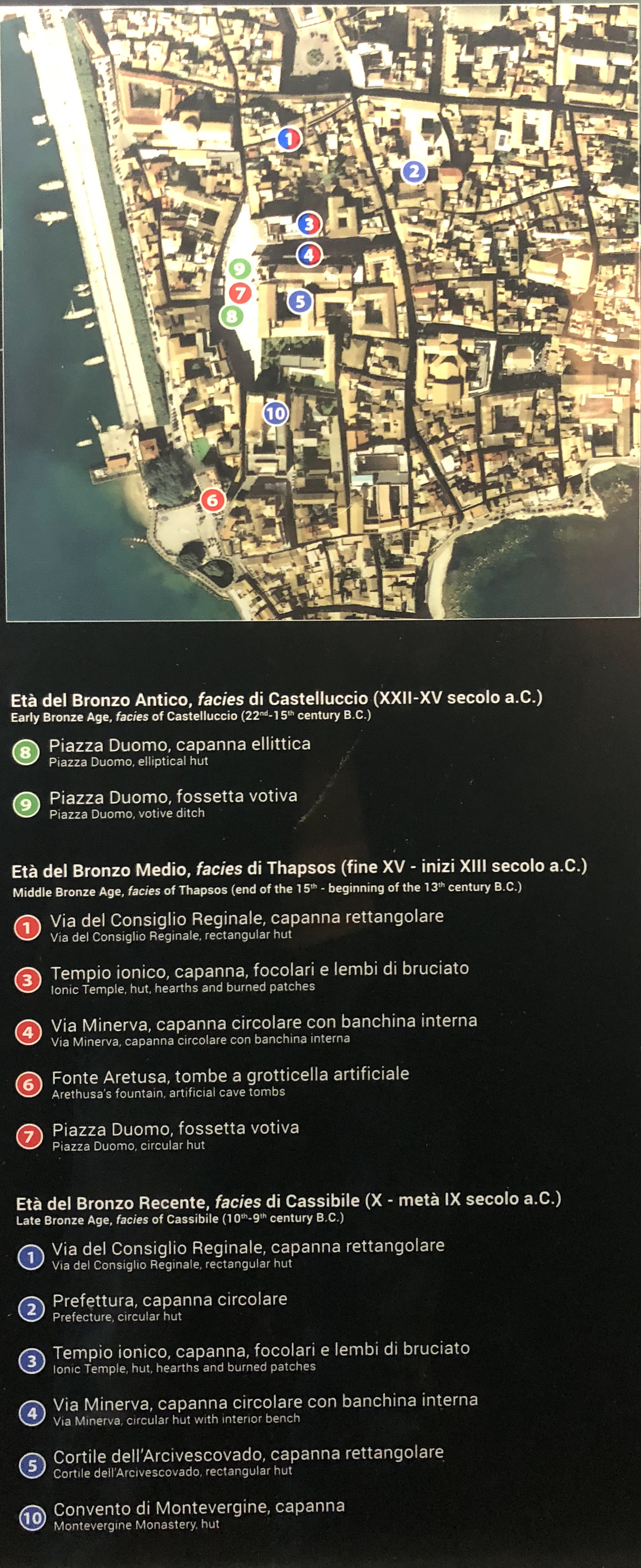
Ritrovamenti archeologici in Ortigia

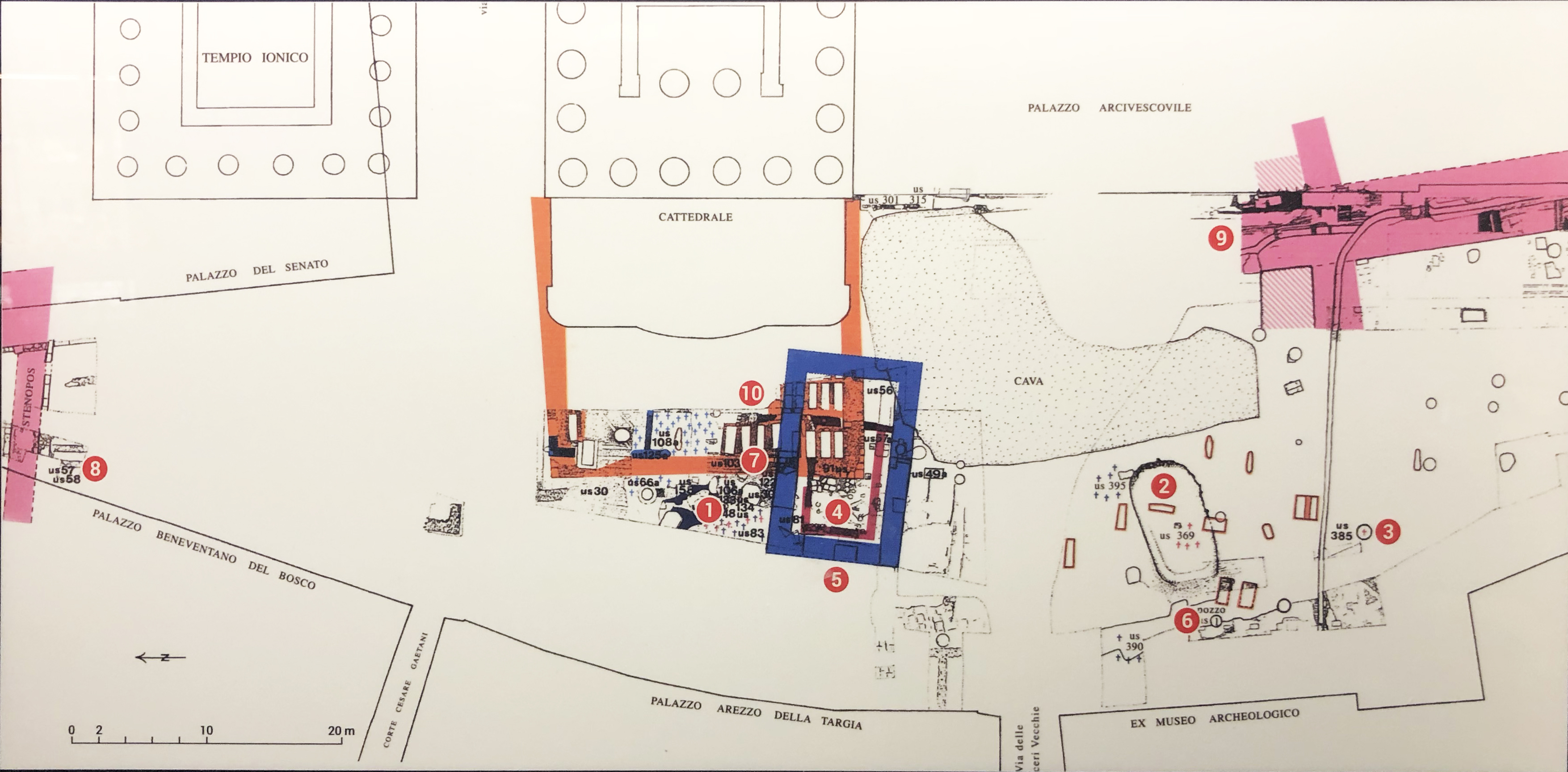
Ritrovamenti di Piazza Duomo

Negli anni 90 del secolo scorso piazza Duomo fu interessata da lavori di ripavimentazione che suggerirono alla sovrintendenza di eseguire una campagna di scavo conoscitiva del suolo della piazza. L'oggetto più antico appartenente alla cultura di Castelluccio (XXII-XV sec a.C.) proviene dalla parte settentrionale della piazza assieme ad un frammento di vaso scoperto nell'area del Tempio di Apollo. Venne poi individuata anche una capanna dello stesso periodo.
Della fase di Thapsos (XVI-XIV sec a.C.) appartiene un pozzo e resti di capanna con zoccolatura in pietra e pavimenti in argilla cotta. Oltre a vari vasi è sono state rinvenute anche delle tombe nei pressi della fonte Aretusa.
Della facies di Cassibile (X-IX sec a.C.) sono i resti di capanne circolari e un casi di capanna a pianta rettangolare ritrovata nel cortile dell'Arcivescovado.

### La via lata perpetua
Sotto il viale Cadorna, nel 2010, in occasione di uno scavo per la posa della rete fognaria è stata ritrovata anche un'ampia strada che si muove lungo l'asse in direzione nord. Ciò ha fatto supporre all'archeologo Guzzardi l'affascinante ipotesi che si tratta della via lata perpetua citata da Cicerone, un asse viario che partiva da Siracusa e giungeva a Catania.

## Vasellame

### Epoca greca
Frammenti vascolari appartenenti all'epoca della fondazione della colonia sono stati trovati presso la Prefettura (fase di Pantalica sud)

### Epoca Romana

#### Ceramica a vernice nera, tipo "Campana C"

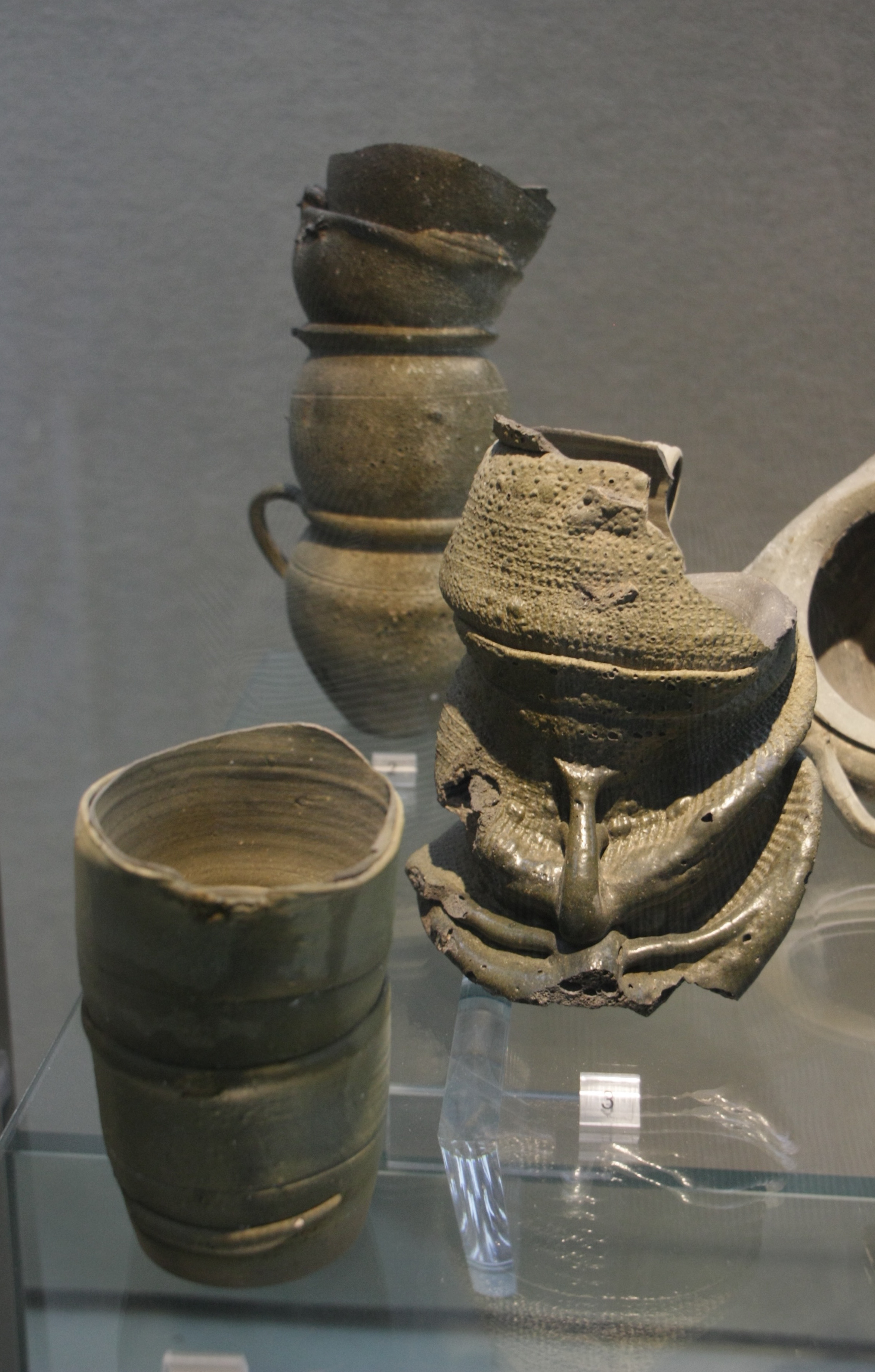
Alcuni scarti di fornace - bicchieri d'epoca imperiale - provenienti dalla zona del porto siracusano

La ceramica fine da mensa a vernice nera con impasto grigio, classe "campana C", è originaria del siracusano; essa è stata definita «propria della regione di Siracusa o di Siracusa stessa»,. Prodotta dal 150 a.C. al 50 a.C., essa venne esportata in tutte le regioni del Mediterraneo occidentale, soprattutto in Spagna e nelle coste settentrionali dell'Africa, seppur in maniera minore rispetto alla "Campana A" e "Campana B". Tra le forme più attestate si contano la tazza carenata a largo fondo Tipo Morel 2351 b1; la ciotola poco profonda con ampio orlo Tipo Morel 1252 b2 e il piatto di grandi dimensioni Tipo Morel 2266 a1. Infine, quando la ceramica a vernice nera venne soppiantata dalla più richiesta ceramica sigillata, la produzione siracusana divenne a solo uso interno.

#### Altri tipi di ceramica
Sul territorio siracusano è stata attestata la presenza di ceramica a vernice nera, tipo "Campana B". Essa è composta da argilla color nocciola chiaro. Successivamente si diffuse dall'Oriente la presigillata a vernice rossa, la cui produzione risulta presente anche nel siracusano.
Tra le produzioni d'origine siracusana fine da mensa d'età imperiale, si segnala il Tipo Atlante 1/46, diffuso nel Mediterraneo. Ma la sua presenza richiede ulteriori studi per comprendere il livello dell'esportazione siracusana. Anche il Tipo Atlante 1/62, rinvenuto in cospicua quantità nel contesto limitrofo, si pensa possa essere originario del territorio.

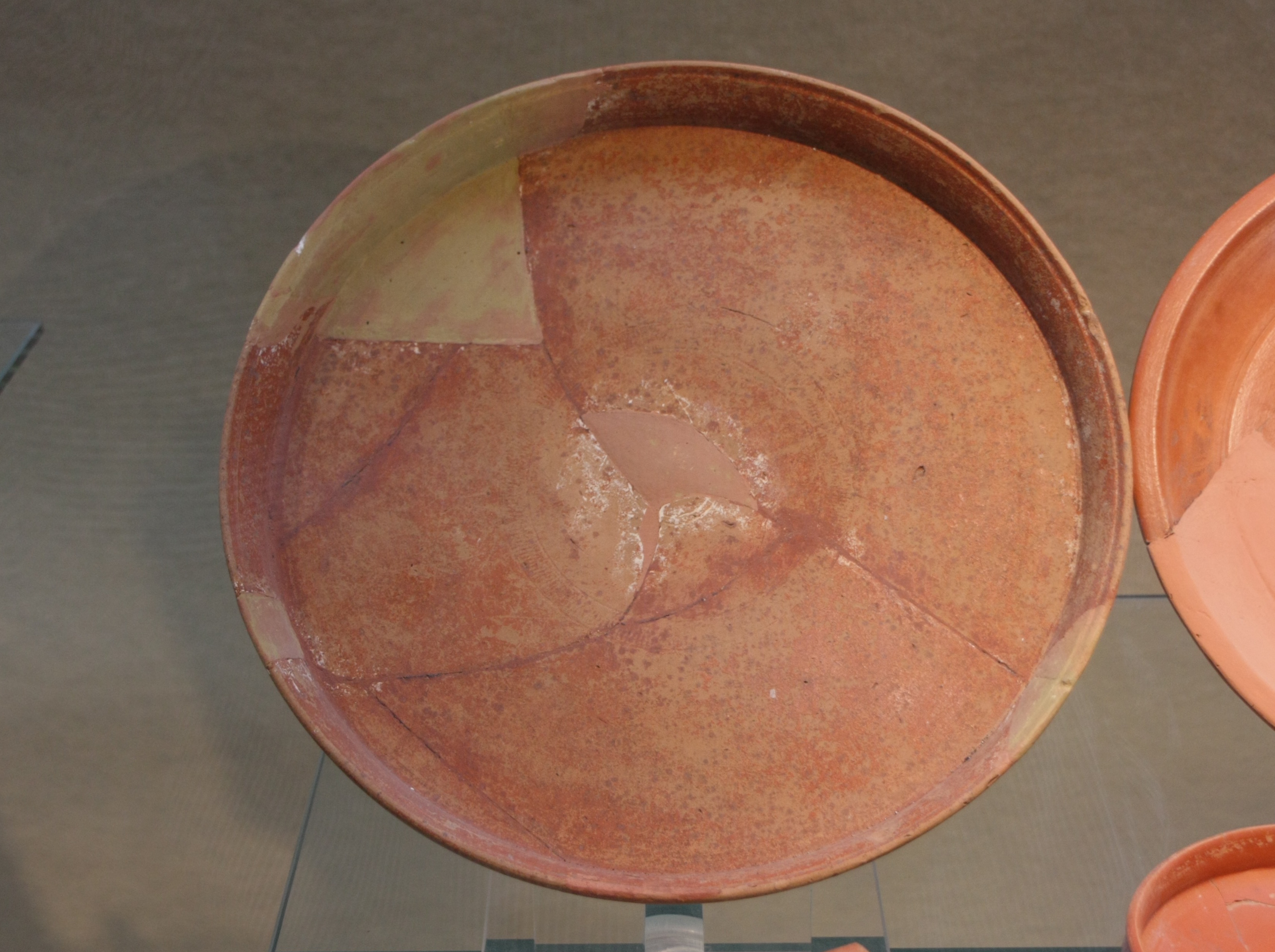
Piatto in sigillata africana, rinvenuto nel siracusano, risalente alla prima metà del III sec. d.C.

La città aveva una produzione propria di ceramica comune da mensa e dispensa del tipo "Sangiuliano", così denominata dalla contrada S. Giuliano nella quale venne rinvenuta per la prima volta. La sua datazione copre l'arco di tempo che va dall'età ellenistico-romana alla prima età imperiale. La sua caratteristica è un colore arancio molto forte, compatto, con una presenza costante di quarzo, calcare, vulcanite e microfossili. La sua forma più comune è la brocca.
In generale, dati i ritrovamenti, si suppone che i manufatti siracusani venissero esportati nella Sicilia occidentale e, seppur con minor frequenza, nella penisola Iberica, nella Gallia meridionale e presso Norico. Siracusa appare un importante nodo commerciale e ricettivo dell'epoca romana. Lo dimostrano le tante tipologie di ceramiche importate nel territorio; come la terra sigillata, specialmente quella di provenienza africana (in un primo momento da Cartagine, poi dalla provincia romana della Bizacena) medio-orientale. Si segnalano per Siracusa ceramiche importate da Corinto, da Cnido, in Asia Minore. Importante ritrovamento a tal proposito è avvenuto presso Floridia, nel siracusano, in contrada Monasteri, all'interno di una necropoli d'età cristiana, nella quale è stato rinvenuto vasellame in terra sigillata africana, anche raro.
Durante il I secolo d.C. il mercato d'importazione a Siracusa divenne talmente fitto (la città importava, tra le altre, ceramica italica, iberica, gallica) che la produzione locale sembrerebbe essere stata soppiantata del tutto da quella esterna.

### Le antiche officine

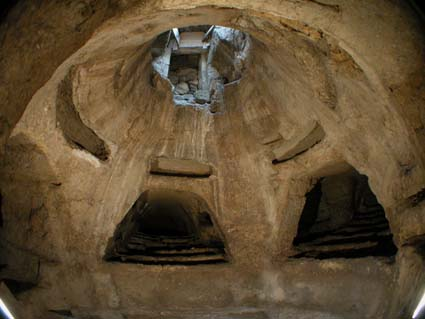
La Rotonda D delle catacombe di Santa Lucia, presso le quali vennero rinvenuti parte dei complessi produttivi della città in età ellenistico-romana

Officine artigianali vennero rinvenute in un vasto territorio della città, che dal III secolo d.C. venne occupato da complessi catacombali. Tuttavia gli studi devono ancora chiarire la struttura e le proprietà dai tali officine e il metodo di utilizzo dei prodotti finiti.
I rinvenimenti di vasellame si ebbero nei pressi del quartiere dell'Akradina, nelle catacombe di Santa Lucia, Ipogei di Vigna Cassia.
Il quartiere di età ellenistico-romana (III sec. a.C. e I sec. d.C.) venne scoperto durante gli scavi per i rifugi anti-aerei della Seconda guerra mondiale. Tra le necropoli arcaiche e i pavimenti in Opus signinum, è stata scoperta una cisterna ricolma di materiale; al suo interno vi era della ceramica comune, terra sigillata, lucerne e altri tipi di composti.
Negli anni cinquanta Giuseppe Agnello pose in luce presso le catacombe di Santa Lucia un vasto complesso produttivo di ceramica, nel quale operarono più fornaci e unità di produzione (IV secolo a.C e prima metà del I secolo d.C.) Nel settore M della Regione C della catacomba, venne individuato un sacello pagano, nel quale si ritrovarono prodotti finiti insieme ad argilla non lavorata. Lo studioso S.L. Agnello ha sostenuto che quel sacello pagano in origine venne costruito per servire una fornace poco distante e attiva fino alla metà del I secolo d.C. Probabilmente una fabbricazione ad opera degli schiavi che lavoravano nel quartiere artigianale.